# Frászbook (South Park)
A Frászbook (You Have 0 Friends) a South Park című amerikai animációs sorozat 199. része (a 14. évad 4. epizódja). Elsőként 2010. április 7-én sugározták az Egyesült Államokban a Comedy Central műsorán. Magyarországon 2010. október 26-án került adásba, szintén a Comedy Central-on. Ebben az epizódban Kyle, Cartman és Kenny csinálnak Stannek egy Facebook-profilt, az akarata ellenére. Miután rendkívül felzaklatja, hogy mindenki ismerősnek jelöli, úgy dönt, törli magát, ám egy virtuális valóság váratlanul beszippantja őt. Eközben Kyle azzal kénytelen megküzdeni, hogy miután visszaigazolt egy harmadikos szerencsétlen lúzert, hirtelen elkezdett csökkenni az ismerőseinek a száma.
Az epizód főként a Facebook közösségi oldalon élcelődik, egyes elemeiben pedig az 1982-es Tron című filmet jeleníti meg.

## Cselekmény
|  | Alább a cselekmény részletei következnek! |

Kyle, Cartman és Kenny meglepik Stant azzal, hogy egy Facebook-oldalt csináltak neki. Stan tiltakozni próbál, de hamarosan rokonok és barátok egész garmadája küld neki ismerősnek jelöléseket. Ha ez még nem lenne elég, Randy, a nagyanyja, de még Wendy is leszidják azért, mert figyelmen kívül hagyja őket az interneten. Kyle közben ismerősnek jelöli Kip Drordyt, egy harmadikos srácot, akinek nincs egyetlen ismerőse sem, pedig már fél éve regisztrált. Ezt követően Kyle ismerőseinek a száma drasztikusan csökkenni kezd, köszönhetően annak is, hogy Cartman egy podcastjében erre szólítja fel a diákokat, és helyette Clyde barátnak jelölésére buzdít. Kyle azonban részben szánalomból, részben elvből, nem hajlandó törölni Kipet az ismerősei közül. Teljes kétségbeesésében Cartmanhez fordul, aki megmutatja neki a Chatroulette alkalmazást, melyben új barátokat szerezhet. A terv félresiklik, mert csak szexuális ragadozókba botlanak. Végül találnak egy Isiah nevű zsidó srácot, aki hajlandó a barátja lenni.
Eközben Stannek már 845.323 ismerőse van, akiket gyakorlatilag nem is ismer (ez a sorozat túlzása, mert a Facebook 5000 főben maximalizálja az ismerősök számát). Végül elege lesz és úgy dönt, törli a profilját, de a Facebook nem engedi. Ehelyett váratlanul a Facebook virtuális világába kerül, ahol profilokkal találkozik, és akik a Facebook nyelvén kommunikálnak egymással. Kénytelen különféle játékokban részt venni, amiből az elsőt meg is nyeri, majd megszökik, és megjelenik Kyle Farm Town játékában. Kyle-t vádolja azért mert ide került, majd megnézeti vele, hogy a profilja jelenleg mit csinál - online chatpartit tart a Café World-ben. Kyle is oda tart, ám ekkor tudja meg, hogy Isiah sem akar a Facebook-ismerőse lenni, Kip miatt. Kétségbeesésében kénytelen Kipet törölni, nagy bánatot okozva ezzel neki.
A buliban Stan találkozik a profiljával, ami az ő sokkal nagyobb és erősebb verziója. Kihívja őt egy kockapóker-párbajra, amiben legyőzi őt, és így végre törölheti a profilját. Kikerül a valódi világba, ahol immár nulla ismerőse van, és Randy azonnal meg is kérdezi tőle, hogy miért törölte az ismerősei közül. Stan valamennyi ismerőse Kiphez kerül, aminek ő elmondhatatlanul örül.

## Utalások
A rész közvetlen inspirációja Trey Parkertől érkezett, aki Facebookra regisztrálása után tapasztalta meg, hogy az emberek mennyire dühösek tudnak lenni, ha nem reagálnak rájuk. 

## Fordítás
- Ez a szócikk részben vagy egészben  a   You Have 0 Friends című angol Wikipédia-szócikk ezen változatának fordításán alapul.  Az eredeti cikk szerkesztőit annak laptörténete sorolja fel. Ez a jelzés csupán a megfogalmazás eredetét és a szerzői jogokat jelzi, nem szolgál a cikkben szereplő információk forrásmegjelöléseként.